# Calamagrostis zerninensis
Calamagrostis zerninensis là một loài thực vật có hoa trong họ Hòa thảo. Loài này được Lüderw. mô tả khoa học đầu tiên năm 1909.